# Isola Mattei

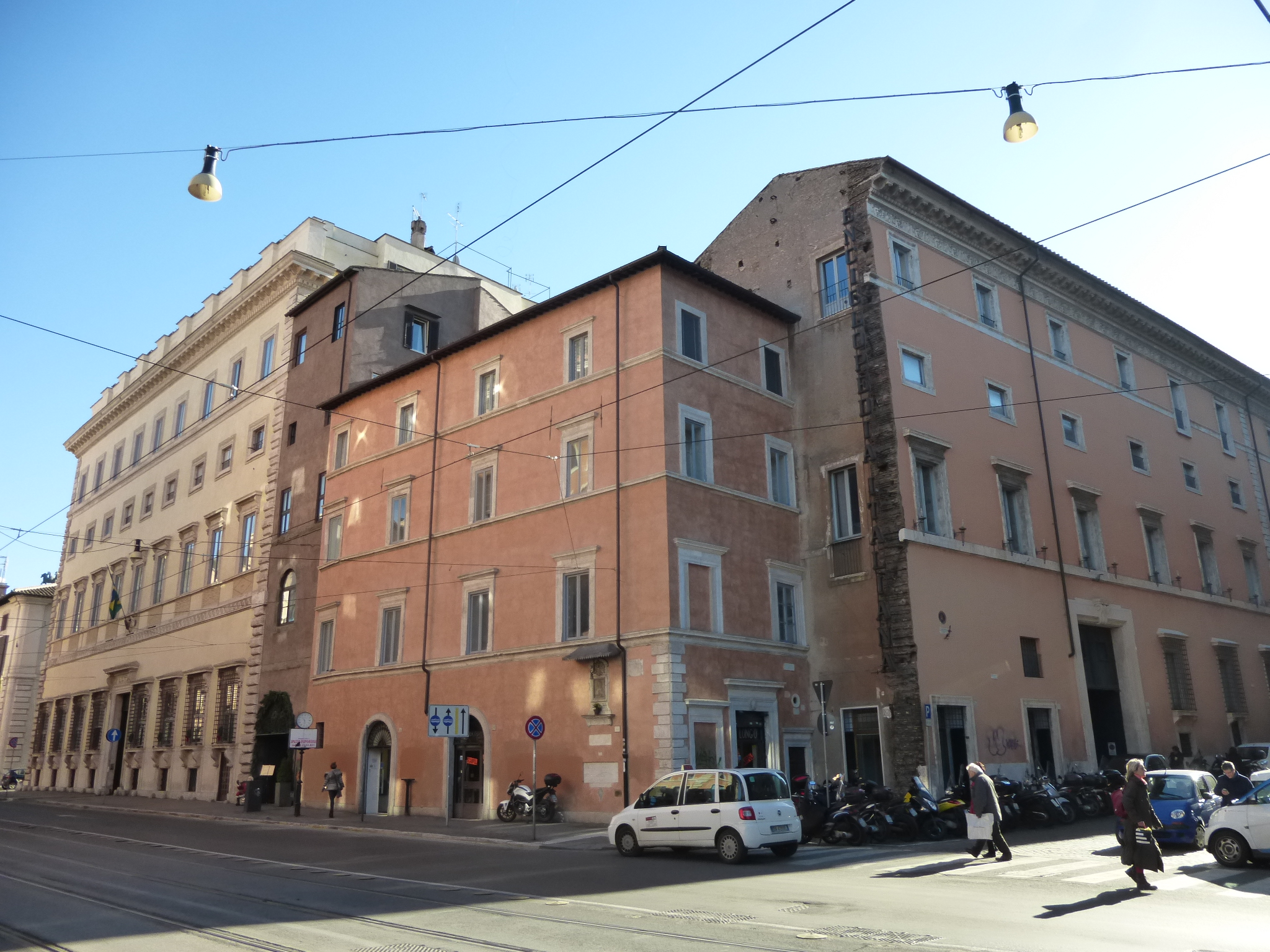
L'Isola Mattei vista dall'incrocio tra via delle Botteghe Oscure (a sinistra) e piazza della Enciclopedia italiana (a destra)

L'Isola Mattei, chiamata anche Isola dei Mattei, Isolato dei Mattei o Insula Mattei (Insula Matthaeorum o Matthaeiorum in latino), è un complesso architettonico costituito da diverse residenze e palazzi nobiliari situato nel rione Sant'Angelo di Roma. Edificata dalla ricca e potente famiglia Mattei tra il XV e il XVII secolo, essa occupa interamente l'isolato compreso tra via delle Botteghe Oscure, via Michelangelo Caetani, via dei Funari, piazza Mattei, via Paganica e piazza della Enciclopedia Italiana, sul limitare del ghetto ebraico di Roma e dell'area sacra di largo di Torre Argentina.

## Storia

### Antichità e medioevo

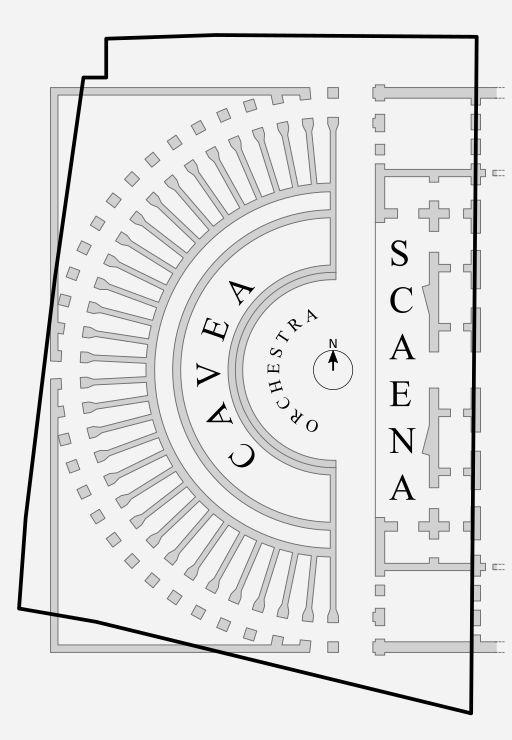
Profilo dell'Isola Mattei sovrapposto alle strutture del teatro di Balbo

L'Isola Mattei sorge sui resti dell'antico teatro di Balbo, fatto costruire dal banchiere Lucio Cornelio Balbo tra il 19 e il 13 a.C.
In età medievale, tra le rovine del teatro (area allora nota come Castrum Aureum per la presenza di alcune fortificazioni), all'epoca appartenenti al convento di Santa Maria Dominae Rosae (l'attuale chiesa di Santa Caterina dei Funari), sorsero case, rimesse e opifici tra cui si coltivavano piccoli orti. A partire dal XIII secolo, le strutture del Castrum, anche se nominalmente ancora di proprietà del vicino monastero, iniziarono a ospitare residenze di prestigio di alcune importanti famiglie romane dell'epoca, come Crescenzi, Piermattei degli Albertoni, Saragona, Coccia, Mellini, de Ambrosinis e Malabranca.
Alla fine del XIV secolo le costruzioni e i terreni del Castrum furono definitivamente frazionati e venduti a privati e, con il ritorno dei papi dalla cattività avignonese e l'emergere di una nuova nobiltà cittadina nata dal ceto dei cosiddetti mercanti di campagna, legati a traffici finanziari e manifatturieri, furono radicalmente trasformati insieme al resto del rione Sant'Angelo con l'insediamento di numerosissime imprese commerciali, artigiane e bancarie che fecero del quartiere il nuovo centro del commercio capitolino.
La zona dell'ex teatro di Balbo, in particolare, fu inoltre interessata dal progetto di rinnovamento urbanistico promosso da Niccolò V, vedendosi lambire da due nuove vie che sarebbero divenute fondamentali per la vita della Roma rinascimentale: a nord, la via papale (passante per le Botteghe Oscure), percorsa dai pontefici in occasione delle visite formali in Campidoglio e, soprattutto, nella solenne processione di incoronazione, e per questo molto frequentata dai pellegrini; a sud, la via mercatoria, cuore pulsante della nuova industria manifatturiera e asse tramite il quale i prodotti provenienti dal mare e dalla campagna affluivano al mercato di Sant'Angelo in Pescheria.
È in questo contesto urbano e socio-economico che i Mattei, famiglia trasteverina di grandi proprietari terrieri e commercianti di bestiame originatasi da quel medesimo ceto di mercanti suburbani, iniziarono a stabilirsi nel sito che da essi prenderà nome e lustro, facendone in breve tempo il centro principale delle loro attività economiche e lasciandovi il segno della loro potenza.

### Origine e sviluppo dell'Isola

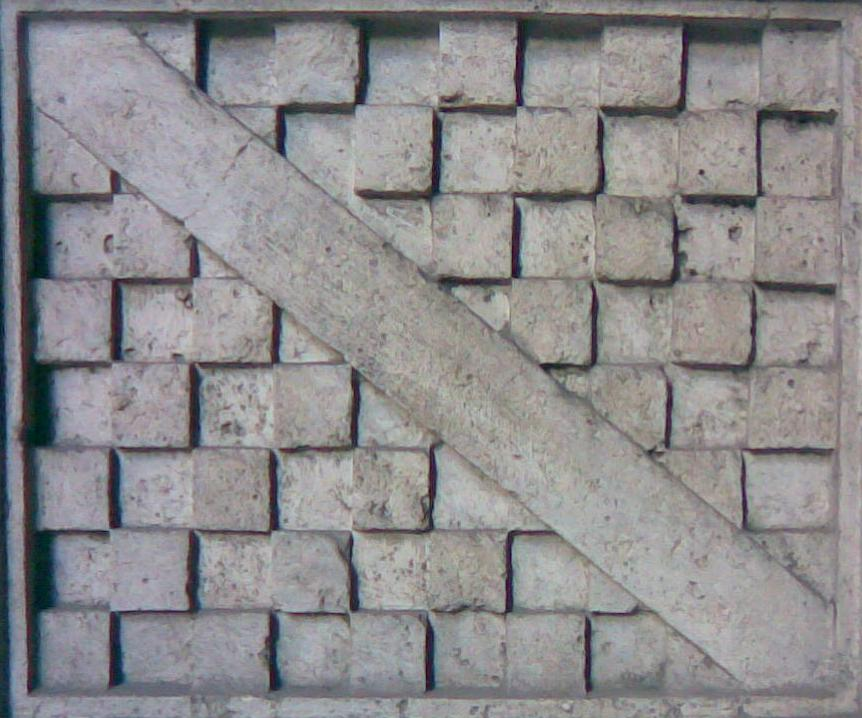
Stemma della famiglia Mattei nelle decorazioni di Palazzo Mattei di Giove

L'origine dell'Isola Mattei può essere fatta risalire al 1473, quando Ludovico I Mattei acquistò alcuni orti e botteghe che si affacciavano sull'attuale piazza Mattei; entro la fine del secolo, i Mattei controlleranno tutti gli edifici lungo via dei Funari. L'espansione economica della famiglia trasteverina è testimoniata anche nel censimento del 1527, ordinato da Clemente VII poco prima del sacco di Roma, nel quale i Mattei figurano tra le prime famiglie di tutta la città (superati solo dai Cesarini e dalle storiche famiglie cardinalizie) per capacità contributiva e numero di "bocche" (ossia membri della famiglia e della servitù, lavoratori e dipendenti, ecc.).
Sopravvissuti con perdite tutto sommato contenute all'attacco dei lanzichenecchi, tra il 1540 e il 1580 i Mattei proseguirono la loro opera di acquisto e insediamento fino a occupare l'interezza degli immobili dell'isolato, seguendo la strategia nota come "fare isola" , ossia acquistare edifici e orti contigui per una vasta area per poi trasformarli in un ambiente chiuso (pratica seguita, seppur con minore successo, anche da diverse altre famiglie della nobiltà romana dell'epoca). Ciò consentiva di concentrare e organizzare al meglio le attività produttive dei componenti della famiglia, che vivevano e operavano in modo collaborativo e coordinato gli uni accanto agli altri, come in una cittadella economica e residenziale. Sul piano architettonico e urbanistico questo schema di costruzione e di intervento sugli spazi, detto "a monte", tendeva a privilegiare le immediate esigenze delle attività economiche rispetto alla morfologia degli edifici e dell'intorno.
Al contempo, divenuti ora una delle famiglie più facoltose e prestigiose di Roma grazie alle loro attività commerciali e creditizie, aderendo ai provvedimenti di razionalizzazione urbana adottati dai pontefici da Sisto IV a Paolo III, adeguarono e ricomposero progressivamente la struttura tardomedievale del "monte", rimpiazzando le aggregazioni di edifici svincolate da una trama precisa con più ordinate residenze patrizie in stile rinascimentale con facciate allineate al sistema viario. Affinandosi col tempo il gusto dei Mattei e aumentando la loro potenza civile, le esigenze di rappresentanza e di lusso prevalsero su quelle funzionali all'economia dell'impresa con effetti sulle caratteristiche delle loro residenze: orti, granai, magazzini e botteghe cominciarono, in pieno Rinascimento, a lasciare il posto a corti, fontane e giardini. A grandi architetti, pittori e decoratori in voga furono affidati i fabbricati nuovi e la decorazione dei loro interni, sempre più prestigiosi.

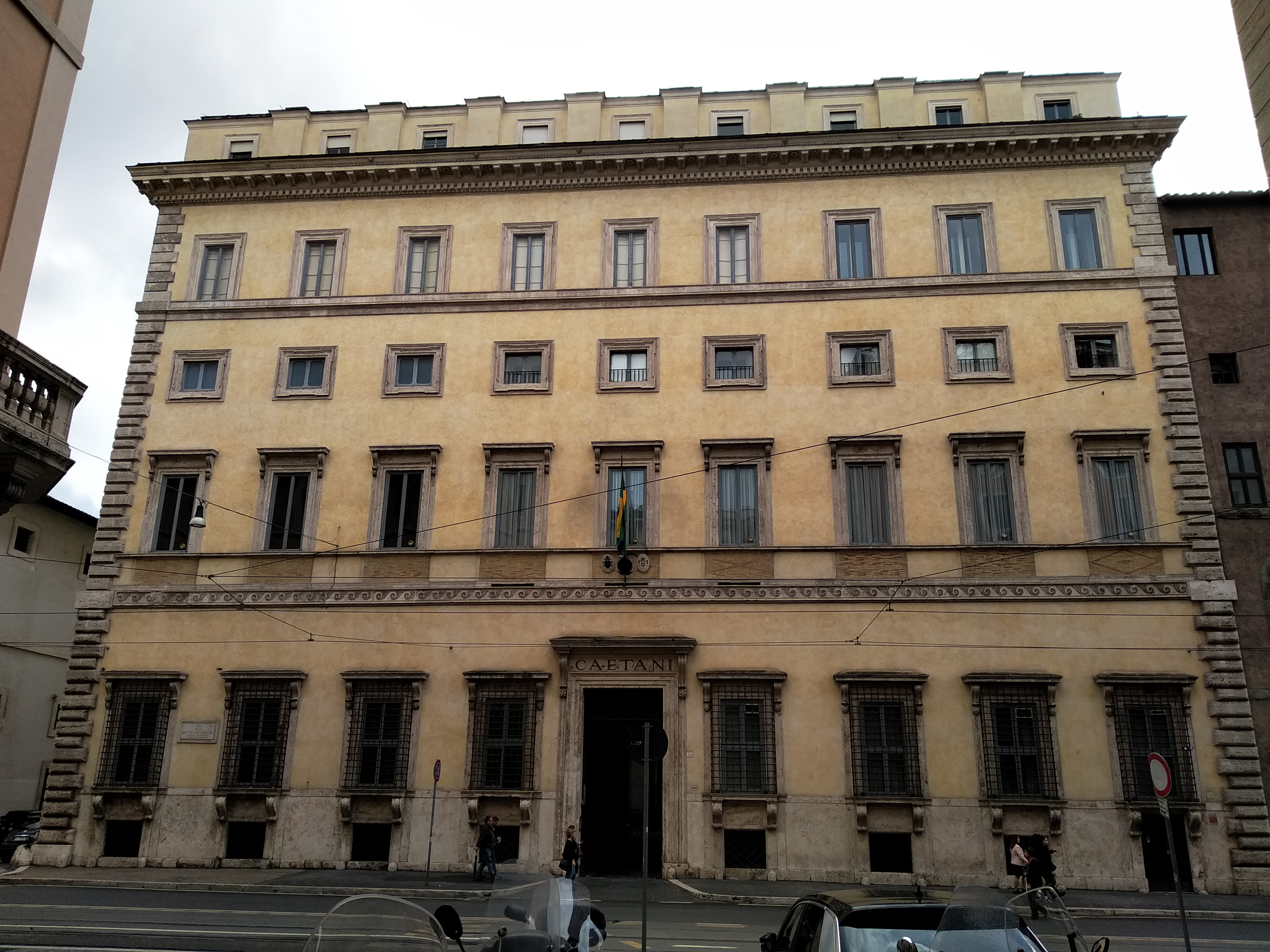
Facciata di Palazzo Mattei Caetani, su via delle Botteghe Oscure

Già nel 1540 Ludovico II fece costruire sul lato occidentale dell'Isola, forse su disegno del Vignola, sotto la direzione di Nanni di Baccio Bigio, il Palazzo Mattei detto poi di Paganica, concepito come fabbrica capace di ulteriori sviluppi. Nel 1545, su via delle Botteghe Oscure, si avviarono i lavori per l'imponente palazzo di Alessandro Mattei, architettura di cui ancora è discussa l'attribuzione. Entrambi i palazzi furono completati ed espansi tra fine Cinquecento e metà Seicento dai discendenti dei loro committenti, rispettivamente Giuseppe e Ciriaco. Ancora a metà del Cinquecento, Giacomo Mattei apportò profonde modifiche al palazzetto di Pietro Antonio, suo padre, che si apre sull'attuale piazza Mattei, e ne fece decorare le facciate da Taddeo Zuccari. Ultimo in ordine temporale, tra il 1598 e il 1611 Asdrubale Mattei ingaggiò Carlo Moderno per progettare e realizzare la bella mole del Palazzo Mattei di Giove, tra le attuali via Michelangelo Caetani e via dei Funari.
A suggello dell'appartenenza dell'isolato alla famiglia, i Mattei fecero propria anche l'attuale piazza Mattei, l'antica platea Piscinae, facendovi costruire e scolpire da Giacomo della Porta e Taddeo Landini la fontana oggi detta delle Tartarughe. A metà del Seicento l'Isola risultava compiuta e perfezionata, mostrando l'assetto ancor oggi riconoscibile, che rimase sostanzialmente immutato nei secoli successivi se non negli ambienti interni.
Attualmente, nessuno degli edifici dell'Isola appartiene alla famiglia Mattei. Essa si estinse nei suoi vari rami agnatizi tra l'inizio del Settecento e l'inizio dell'Ottocento, ma già dalla fine del Seicento la famiglia si era vista costretta a vendere la maggior parte dei propri beni immobiliari per risanare una situazione di profondo indebitamento. A inizio Novecento, solo i palazzi di Paganica e di Giove appartenevano ancora a due rami cognatizi della famiglia (rispettivamente i Canonici-Mattei e gli Antici-Mattei) e furono venduti il primo a Giovanni Treccani (che ne fece la sede dell'Istituto dell'Enciclopedia Italiana) nel 1927, il secondo allo Stato italiano nel 1936.

## Descrizione

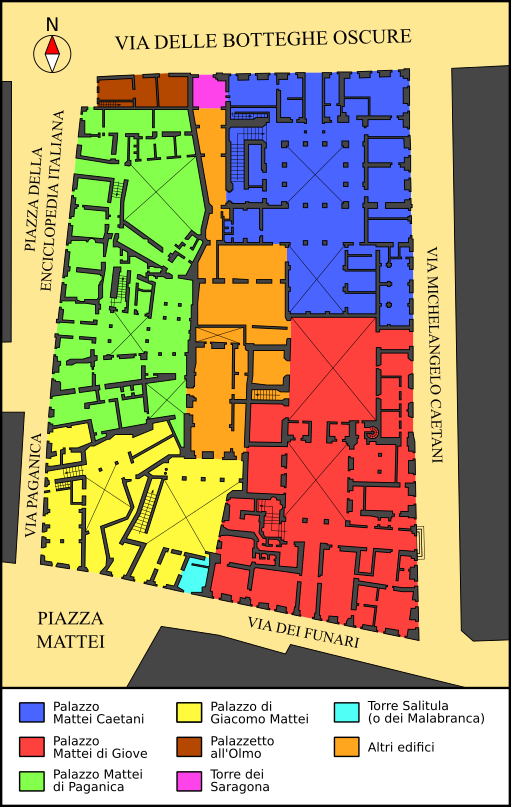
Planimetria del piano terra dell'Isola Mattei; nella parte occidentale si possono ancora notare le strutture del teatro di Balbo che fungono da fondamenta

L'Isola Mattei, di pianta sostanzialmente quadrangolare, è composta da quattro edifici principali:
- Palazzo Mattei Caetani
- Palazzo Mattei di Giove
- Palazzo di Giacomo Mattei
- Palazzo Mattei di Paganica

I primi tre sono grossomodo collocati su altrettanti angoli dell'Isola (rispettivamente a nord-est, sud-est e sud-ovest), mentre il palazzo di Paganica occupa la quasi totalità del lato ovest.
Completano il perimetro tre edifici minori: il palazzetto all'Olmo (nell'angolo nord-ovest), unica residenza del XV secolo sopravvissuta agli sventramenti cinque-seicenteschi, e due torri di epoca medievale (la torre dei Saragona affacciata su via delle Botteghe Oscure, incastrata tra il palazzetto all'Olmo e Palazzo Caetani, e la torre dei Malabranca, detta anche torre Salitula, sita su via dei Funari, fra le facciate dei palazzi di Giove e di Giacomo Mattei), ultime vestigia delle fortificazioni del Castrum Auerum. Altri edifici di più recente costruzione occupano la parte centrale dell'isolato.
Mentre gli edifici della metà occidentale dell'Isola conservano ancora oggi un impianto meno organico che tradisce la loro origine dall'accorpamento di diverse strutture preesistenti (specialmente il palazzo di Giacomo Mattei, nel quale la presenza di diverse costruzioni una volta indipendenti è ancora facilmente constatabile) e che ancora lascia intuire la presenza delle strutture portanti del teatro di Balbo su cui furono costruiti, gli edifici della metà orientale, di costruzione più recente e con un impianto più compiutamente palaziale, non presentano quasi alcuna traccia nelle loro planimetrie e nei loro ambienti del contesto urbano precedente la loro edificazione.
Oltre alle variegate e fastose decorazioni degli ambienti interni dei vari palazzi, realizzate da alcuni dei migliori e più famosi artisti e artigiani dei secoli XVI, XVII e XVIII (come il già citato Taddeo Zuccari, Ambrogio Bonvicino, Paul Bril, Cristoforo Roncalli e Antonio Cavallucci), gli edifici dell'Isola Mattei ospitano anche vaste collezioni archeologiche, artistiche, librarie e archivistiche raccolte nei secoli dai vari proprietari che si susseguirono.
Oggi gli ambienti dell'Isola Mattei sono occupati, fra gli altri, da sei istituzioni che vi svolgono la loro attività di conservazione e informazione archivistica e bibliografica e di ricerca scientifica: la Biblioteca di Storia Moderna e Contemporanea, il Centro Studi Americani, la Discoteca di Stato, la Fondazione Caetani, l'Istituto della Enciclopedia Italiana, l'Istituto Storico Italiano per l'Età Moderna e Contemporanea. Sorte in tempi differenti e con finalità distinte, esse hanno deciso di far scaturire da una casuale vicinanza forme di collaborazione più strette che hanno in qualche modo restituito all'Isola un'unità non solo urbanistica ma anche funzionale, così come era stato per oltre due secoli.